# ETS

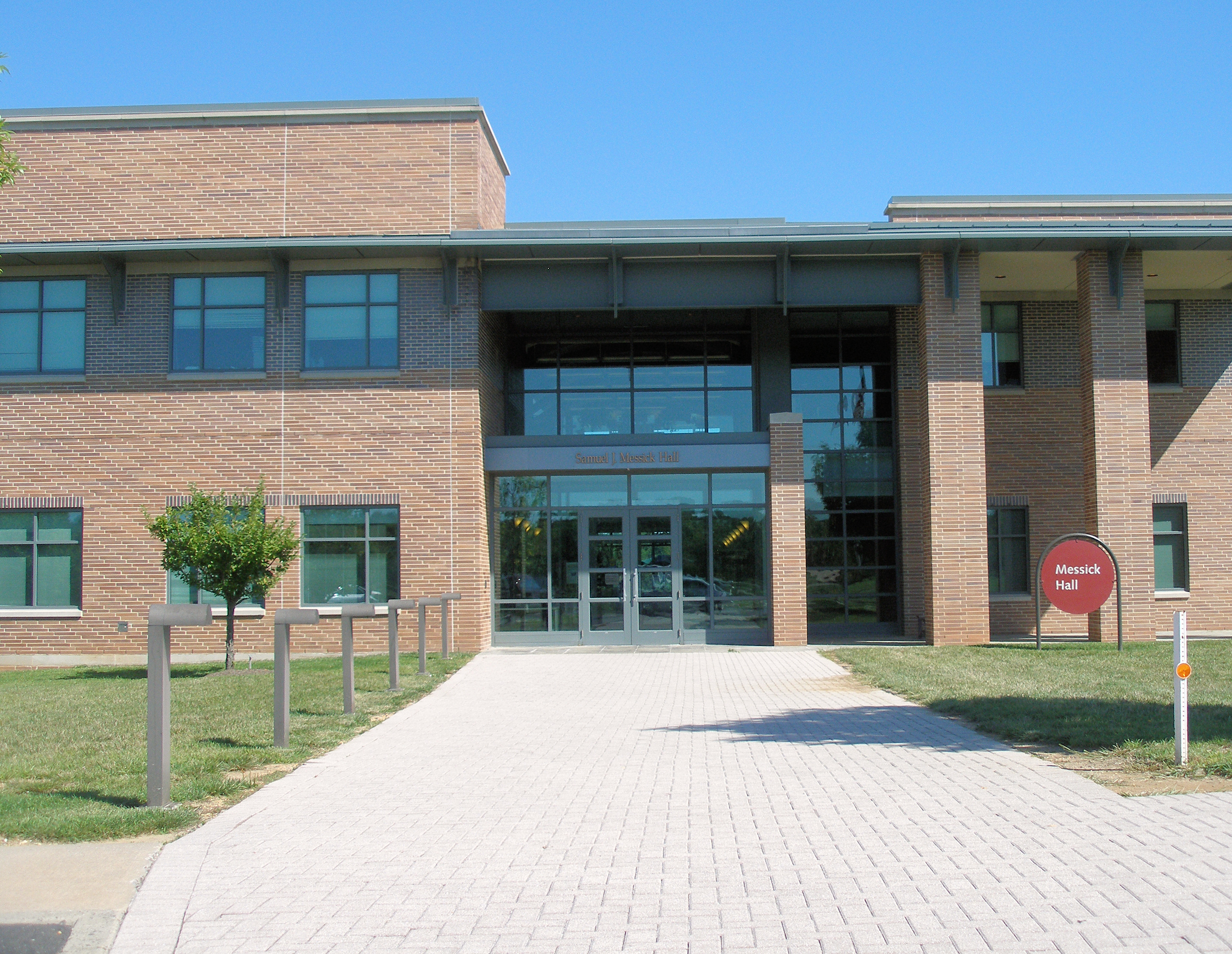
Hội trường Messick ở trụ sở ETS

ETS là viết tắt cụm từ Educational Testing Service (tạm dịch Dịch vụ Kiểm tra Giáo dục), thành lập năm 1947, là một tổ chức đánh giá và kiểm tra giáo dục tư nhân và phi lợi nhuận. Trụ sở của ETS ở Lawrence Township, Mercer County, New Jersey, New Jersey, nhưng lại có địa chỉ ở Princeton, New Jersey.